# Oxidálószer

Az oxidáló anyagok nemzetközi piktogramja

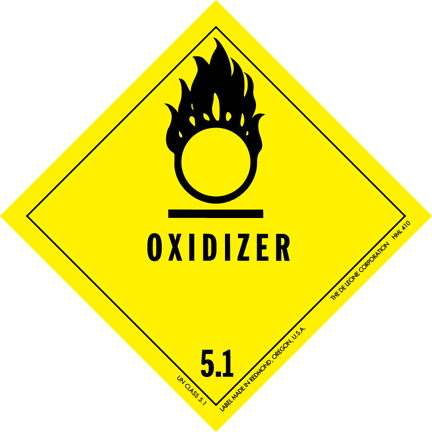
Veszélyes áruk címkéje oxidáló anyagok jelölésére

A kémiában oxidálószernek nevezik az olyan anyagot, amely képes más anyagot oxidálni – azaz képes tőlük elektront felvenni. Közönséges oxidálószer az oxigén, a hidrogén-peroxid és a halogének.
Az egyik értelemben az oxidálószer olyan kémiai részecske, amely kémiai reakcióban egy vagy több elektront vesz fel. Ebben az értelemben az oxidálószer a redoxireakció egyik résztvevője. A másik értelemben az oxidálószer olyan kémiai anyag, amely elektronegatív atomot – ez gyakran oxigén – ad át a szubsztrátra. Az égés, számos robbanás és a szerves redoxireakciók is ilyen atomtranszferrel járnak.

## Elektronakceptorok

A tetraciánkinodimetán szerves elektronakceptor

Az elektronakceptorok elektrontranszfer-reakciókban vesznek részt. Az oxidálószert ilyenkor elektronakceptornak, a redukálószert pedig elektrondonornak nevezzük. Klasszikus oxidálószer a Fe(C5H5)+2 ferrocéniumion, mely egy elektron felvételével ferrocénné – Fe(C5H5)2 – alakul. A kereskedelemben is kapható egyik legerősebb szerves elektronakceptor a „magic blue”, ez a gyök kation a N(C6H4-4-Br)3 származéka.

## Atomtranszfer reagensek
A köznapibb értelemben az oxidálószerek oxigénatomot adnak át a szubsztrátnak. Ilyenkor az oxidálószert oxigénező reagensnek vagy oxigénatom-transzferáló (OAT) ágensnek is lehet nevezni. Ezek közé tartozik például a MnO−4 (permanganát), CrO2−4 (kromát), OsO4 (ozmium-tetroxid) és különösen a ClO−4 (perklorát). Vegyük észre, hogy a fenti vegyületek mindegyike oxid.
Egyes esetekben a fenti oxidok elektronakceptorként is szolgálhatnak, erre példa a MnO−4 → MnO2−4 (manganát) átalakulás.

### Gyakori oxidálószerek
- oxigén (O2)
- ózon (O3)
- hidrogén-peroxid (H2O2) és más szervetlen peroxidok, a Fenton-reagens
- fluor (F2), klór (Cl2) és a többi halogén
- salétromsav (HNO3) és a nitrátok
- kénsav (H2SO4)
- peroxo-dikénsav (H2S2O8)
- peroxo-monokénsav (H2SO5)
- klorit, klorát, perklorát és más analóg halogénvegyületek
- hipoklorit és más hipohalogenitek, köztük a hipó (NaClO) is
- hatértékű krómvegyületek, például krómsav, dikrómsav, króm-trioxid, piridínium-klorokromát és kromát/dikromát sók
- permanganátok, például a kálium-permanganát
- nátrium-perborát
- dinitrogén-monoxid (N2O), nitrogén-dioxid/dinitrogén-tetroxid (NO2 / N2O4)
- kálium-nitrát (KNO3), a lőpor oxidálószere
- nátrium-bizmutát
- cérium(IV)-vegyületek, például az ammónium-cérium(IV)-nitrát és cérium(IV)-szulfát

## Gyakori oxidálószerek és termékeik
| Oxidálószer                                                     | Termék(ek)                                                         |
| --------------------------------------------------------------- | ------------------------------------------------------------------ |
| O2 oxigén                                                       | többféle, többek között a H2O és CO2 oxidok                        |
| O3 ózon                                                         | többféle, többek között ketonok, aldehidek és H2O; lásd ozonolízis |
| F2 fluor                                                        | F−                                                                 |
| Cl2 klór                                                        | Cl−                                                                |
| Br2 bróm                                                        | Br−                                                                |
| I2 jód                                                          | I−, I−3                                                            |
| ClO− hipoklorit                                                 | Cl−, H2O                                                           |
| ClO−3 klorát                                                    | Cl−, H2O                                                           |
| HNO3 salétromsav                                                | NO nitrogén-monoxid NO2 nitrogén-dioxid                            |
| SO2 kén-dioxid                                                  | S kén (Claus-eljárás, ultramarin gyártása, de inkább redukálószer) |
| hatértékű króm CrO3 króm-trioxid CrO2−4 kromát Cr2O2−7 dikromát | Cr3+, H2O                                                          |
| MnO−4 permanganát MnO2−4 manganát                               | Mn2+ (savban) vagy MnO2 (lúgban)                                   |
| RuO4 ruténium-tetroxid OsO4 ozmium-tetroxid                     | szerves laboratóriumi szintézisekben                               |
| H2O2 és más peroxidok                                           | többféle, köztük oxidok és H2O                                     |
| Tl(III)-vegyületek                                              | Tl(I)-vegyületek, szerves laboratóriumi szintézisekben             |

## Fordítás
Ez a szócikk részben vagy egészben  az   Oxidizing agent című angol Wikipédia-szócikk ezen változatának fordításán alapul.  Az eredeti cikk szerkesztőit annak laptörténete sorolja fel. Ez a jelzés csupán a megfogalmazás eredetét és a szerzői jogokat jelzi, nem szolgál a cikkben szereplő információk forrásmegjelöléseként.